# Pèrèrè

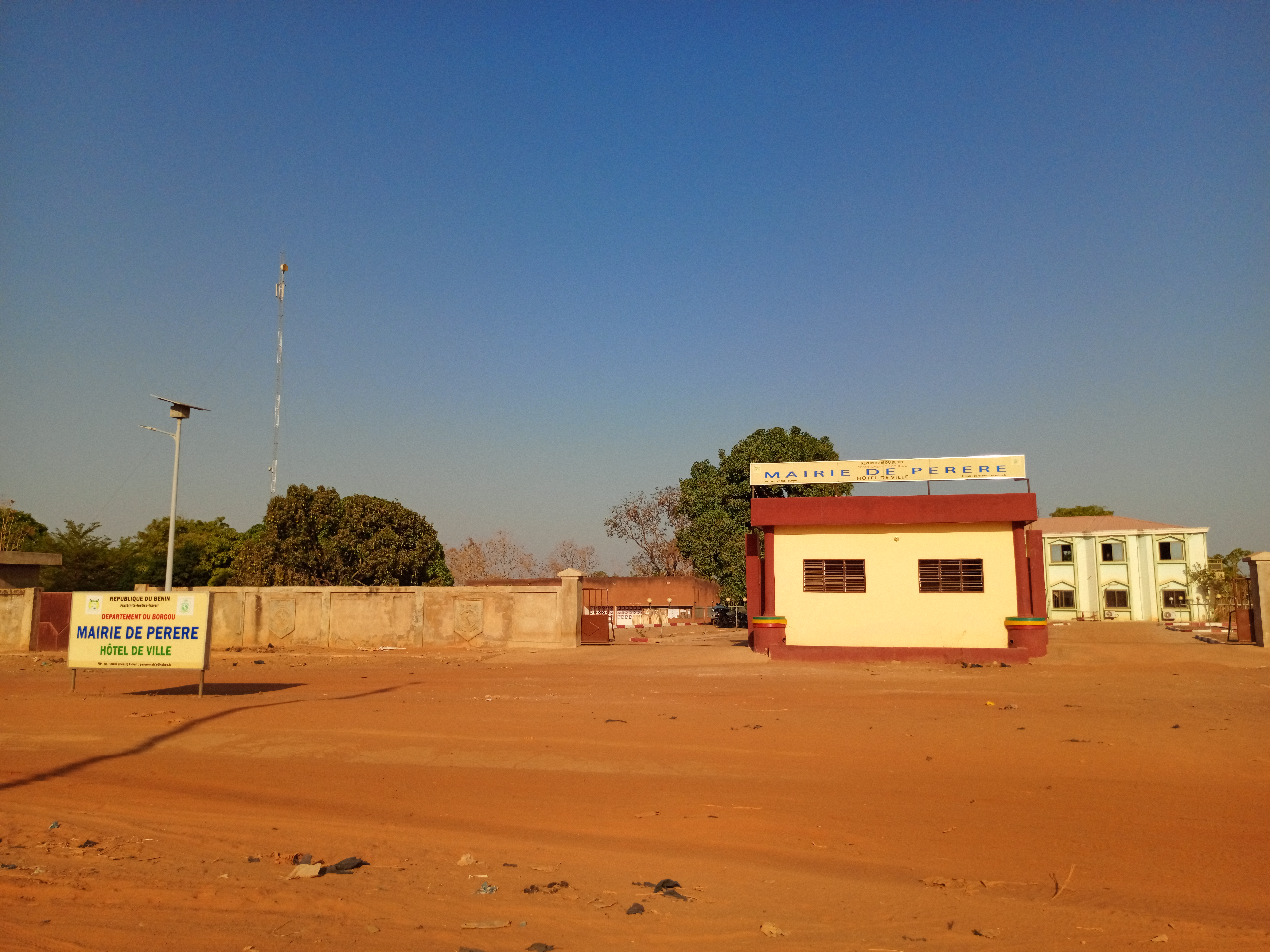
Hôtel de ville de Pèrèrè (2023)

Pèrèrè  ist eine Stadt, ein Arrondissement und eine 2.017 km2 große Kommune in Benin. Sie liegt im Département Borgou.

## Demografie und Verwaltung
Das Arrondissement Pèrèrè hatte bei der Volkszählung im Mai 2013 eine Bevölkerung von 15.927 Einwohnern, davon waren 8.047 männlich und 7.880 weiblich. Die gleichnamige Kommune zählte zum selben Zeitpunkt 78.988 Einwohner, davon 39.139 männlich und 39.849 weiblich.
Die fünf weiteren Arrondissements der Kommune sind Gninsy, Guinagourou, Kpané, Pébié und Sontou. Kumuliert umfassen alle sechs Arrondissements 61 Dörfer.

## Wissenswertes
Durch die Stadt verläuft die Fernstraße RNIE6, die in nordöstlicher Richtung u. a. nach Nikki führt und in südwestlicher Richtung nach Parakou.